# Ilex latifolia
Ilex latifolia — вид квіткових рослин з родини падубових.

## Морфологічна характеристика
Це вічнозелене дерево до 20 метрів заввишки, ≈ 60 см у діаметрі, голе всюди. Кора сіро-чорна, гладка. Гілочки жовто-коричневі чи коричневі, міцні, поздовжньо-ребристі й борозенчасті, гладкі. Листя на гілках першого-третього року. Прилистки дуже малі, на вершині гострі. Ніжка листка 15–25 мм, ≈ 3 мм у діаметрі, абаксіально (низ) зморшкувата, адаксіально (верх) злегка вдавлена. Листова пластина абаксіально зеленувата, адаксіально темно-зелена, блискуча, довгаста або яйцювато-видовжена, 8–19(28) × 4.5–7.5(9) см, край рідко зазубрений, зубці чорні на кінцях, верхівка тупа чи коротко загострена. Плід червоний, кулястий, ≈ 7 мм у діаметрі. Квітне у квітні й травні; плодить у вересні й жовтні.

## Поширення
Ареал: пд. Китай, цн. і пд. Японія. Населяє вічнозелені широколисті ліси, чагарникові ліси, бамбукові ліси.

## Використання
Їстівне. Листя використовують як замінник чаю. Гіркуватий смак, хоча з дещо солодким присмаком. Чай багатий мікроелементами, але не містить кофеїну. Популярний напій у деяких частинах Східної Азії, його регулярне вживання, як кажуть, має різні переваги для зміцнення здоров'я, допомагаючи регулювати ряд функцій організму. Його найважливішою біологічною активністю є, ймовірно, його вплив на ліпідний обмін і кровообіг, допомагаючи в профілактиці таких станів, як артеріосклероз і гіпертонія. Смажене насіння використовується як замінник кави. Лікарське. Кажуть, що чай з листя втамовує спрагу, освіжає розум, покращує зір і виводить мокротиння. Його також використовували для лікування ряду станів, включаючи застуду, малярію, риніт, свербіж очей, запалення ротової порожнини, кон’юнктивальний застій, головний біль, набряк і біль. Це корисно для поліпшення травлення та полегшення від негативного впливу алкоголю. Листя містить ряд корисних для здоров’я сполук, включаючи тритерпеноїди, флавоноїди та фенолкарбонові кислоти. Інше. Екстракт листя використовується як інгредієнт у комерційних косметичних препаратах як засіб для захисту шкіри.

## Галерея

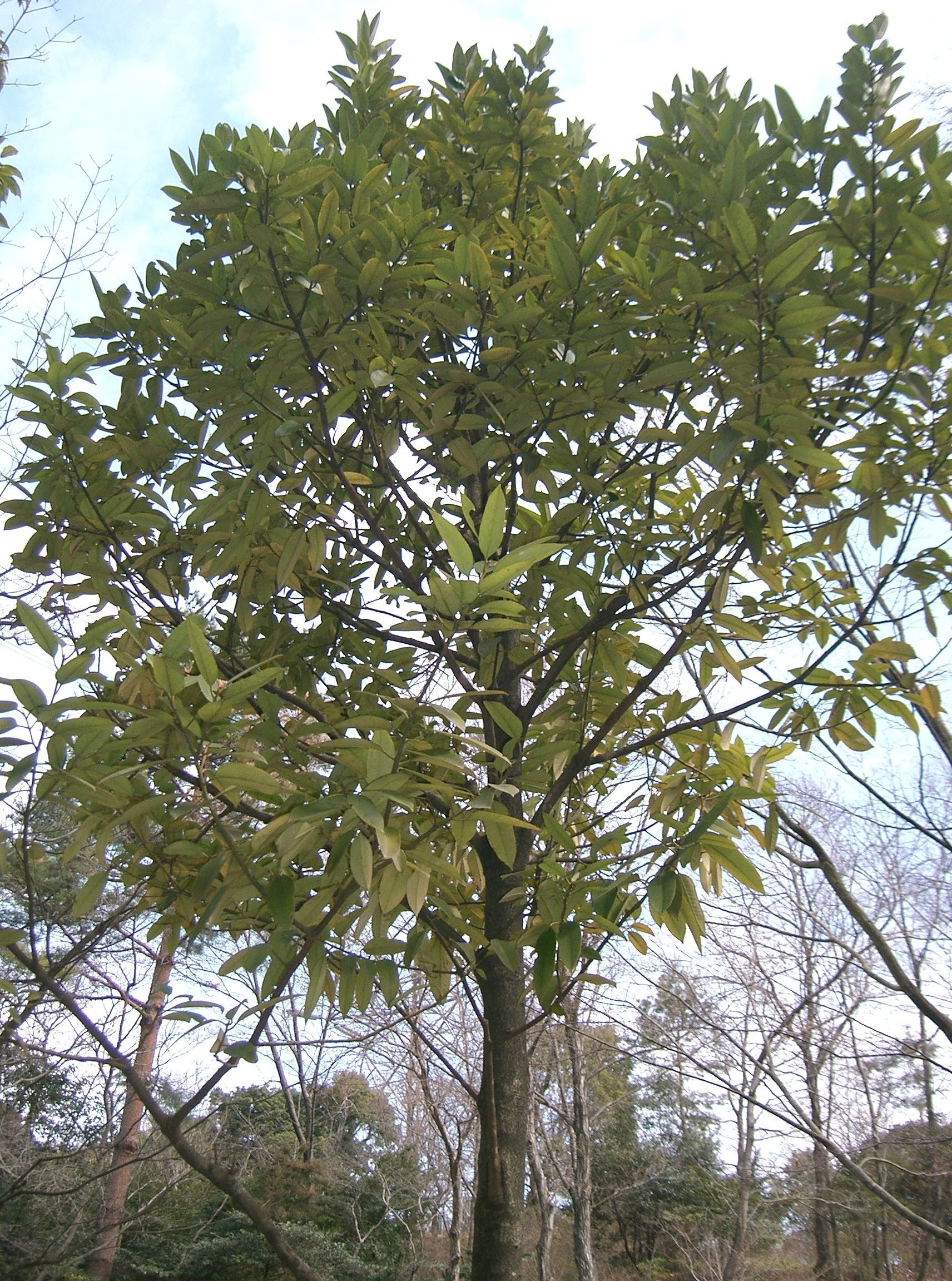
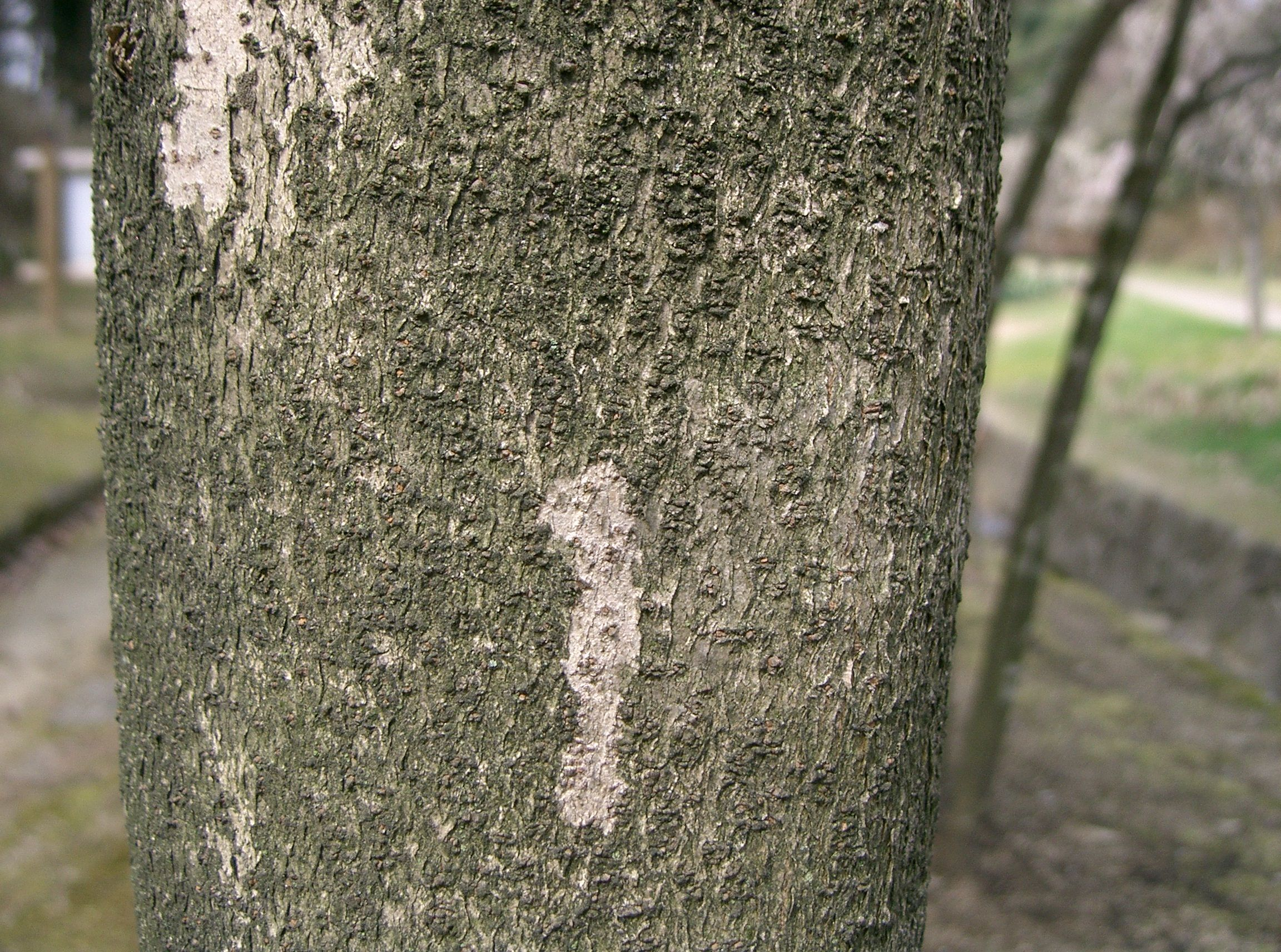
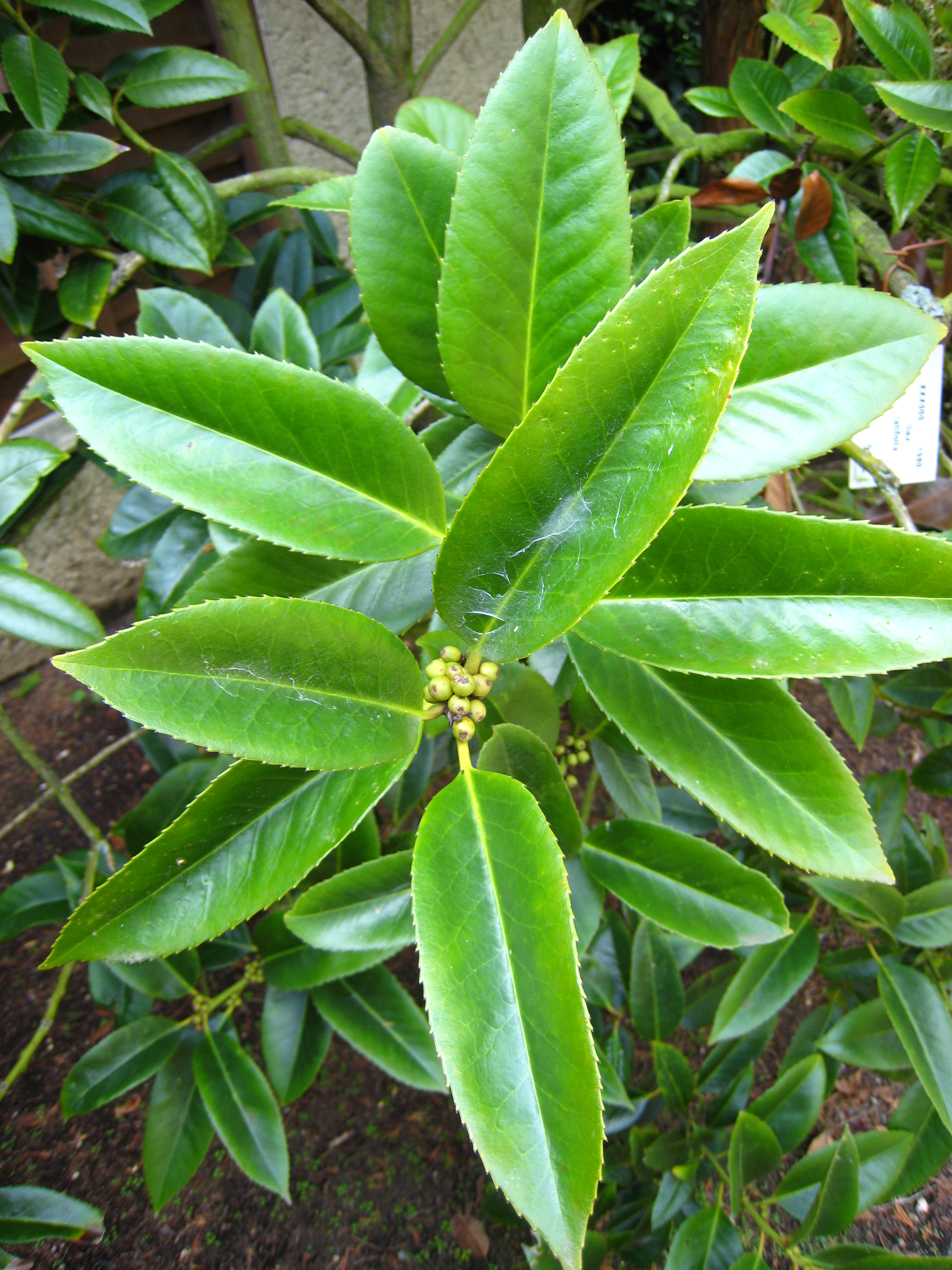
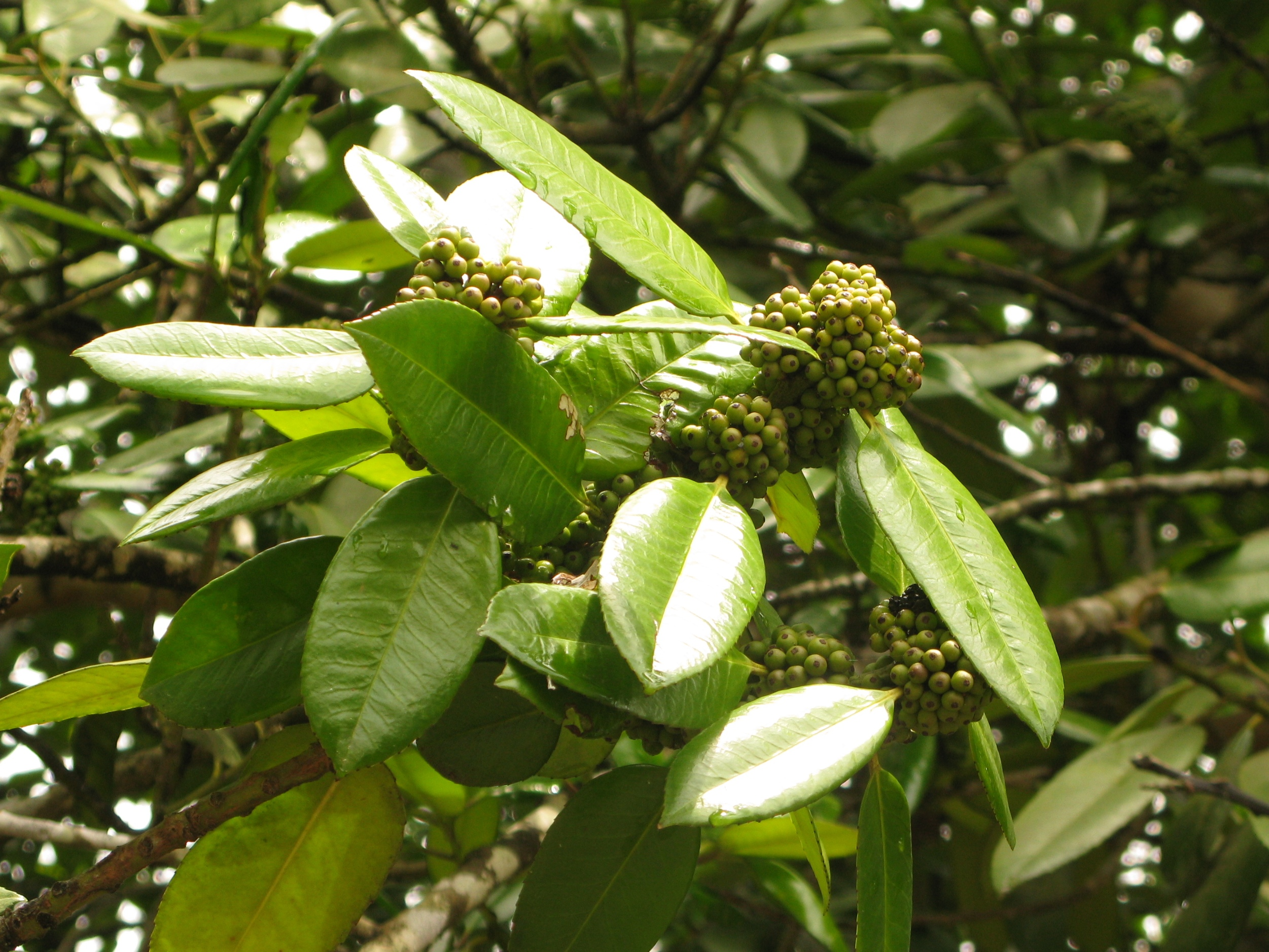